# Friedrich Busch (Mediziner)

Friedrich Busch

Friedrich Carl Ferdinand Busch (* 9. September 1844 in Elbing; † 8. Juli 1916 in Berlin) war ein deutscher Chirurg und Zahnarzt.

## Leben und Wirken
Friedrich Busch studierte in Jena, Königsberg und Berlin. Während seines Studiums wurde er 1862 Mitglied der Burschenschaft Teutonia Jena. Am 18. Mai 1866 wurde er zum Dr. med. promoviert und 1867 approbiert. Von 1868 bis 1874 wirkte er als Assistent an der königlichen chirurgischen Universitätsklinik und als Privatdozent, seit September 1875 als außerordentlicher Professor für Chirurgie an der Friedrich-Wilhelms-Universität Berlin. Von 1884 bis 1907 war Busch dort der erste Direktor des am 20. Oktober 1884 neu gegründeten (staatlichen) zahnärztlichen Universitätsinstitutes.

## Werke
- Allgemeine Orthopädie, Gymnastik und Massage (= Handbuch der allgemeinen Therapie, Band 2, 2). Vogel, Leipzig 1882
- Die Extraktion der Zähne. Hirschwald, Berlin 1894; 2. Auflage, 1899; 3. Auflage, 1908
- Beiträge zu Albert Eulenburgs Real-Encyclopädie der gesammten Heilkunde. Erste Auflage.
  - Arthritis. In: Band 1 (1880), S. 533–534; Textarchiv – Internet Archive.
  - Epiphysenlösung. In: Band 5 (1881), S. 15–16; Textarchiv – Internet Archive. Frakturen, S. 372–382; Gelenkentzündung,  S. 661–676; Gelenkkörper, S. 676–679.
  - Klumpfuss. In: Band 7 (1881), S. 459–477; Textarchiv – Internet Archive.
  - Necrose. In: Band 9 (1881), S. 469–477; Textarchiv – Internet Archive.
  - Osteomalacie. In: Band 10 (1882), S. 215–221; Textarchiv – Internet Archive. Ostitis, S. 222–256; Phosphornecrose, S. 548–553.
  - Pseudarthrose. In: Band 11 (1882), S. 97–106; Textarchiv – Internet Archive.